# Jonas Lössl
Jonas Bybjerg Lössl, född 1 februari 1989 i Kolding, är en dansk fotbollsmålvakt som spelar för Midtjylland. Han har även representerat Danmarks landslag.

## Karriär
Den 30 juni 2017 lånades Lössl ut till Huddersfield Town på ett låneavtal över säsongen 2017/2018. Den 16 mars 2018 meddelade Huddersfield Town att Lössl stannar i klubben på en permanent övergång med start från 1 juli 2018.
I maj 2019 värvades Lössl av Everton, där han skrev på ett treårskontrakt.
I februari 2021 återvände Lössl till Danmark och Midtjylland på en fri transfer. Den 1 januari 2022 gick Lössl på lån till Brentford, på ett kontrakt för resten av säsongen 21/22 med option för köp.